# Helbig & Klöckner

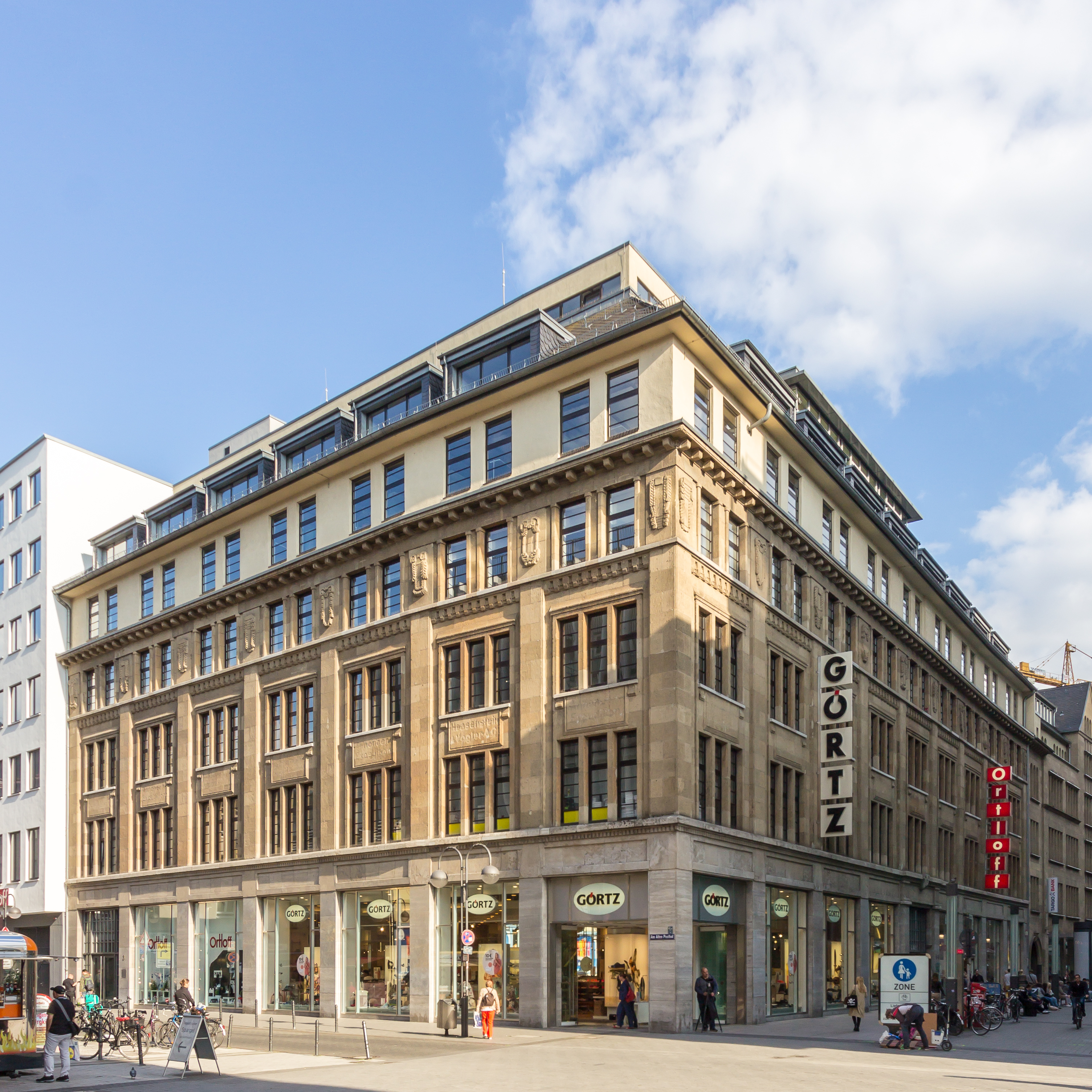
Kaufhaus Isay, Köln

Helbig & Klöckner war ein Architekturbüro mit Sitz in Köln.

## Geschichte
1908 gründeten Rolf Helbig (eigentlich Rudolf Hugo Helbig, * 30. April 1881 in Bautzen; † 4. März 1960 in Köln-Lindenthal):850 und Albert Klöckner (* 4. April 1874 in Hirtscheid; † 28. April 1957 in Köln) ein Architekturbüro, das bis 1927 bestand.:863

## Bauten und Entwürfe
- 1911–1912: Hotel Kaiserhof in Elberfeld
- 1911–1913: Kaufhaus Isay in Köln (in Gemeinschaft mit Oskar Rosendahl; unter Denkmalschutz)
- 1912–0000: Wohn- und Geschäftshaus Gottschalk in Dormagen (mit Synagoge im Dachgeschoss; unter Denkmalschutz)[3][4]
- 1914–0000: Wettbewerbsentwurf für ein Verwaltungsgebäude der Rheinisch-Westfälischen Baugewerks-Berufsgenossenschaft in Elberfeld (prämiert mit dem 1. Preis in Höhe von 2.000 Mark)[5][6]
- 1925–1926: Wohnhaus für Albert Mathée in Köln-Marienburg, Ahrweilerstraße 3[2]

## Schriften
- Helbig und Klöckner. Ausgeführte Bauten 1910–1915.[2]:851